# Pierre de Moscou
Pierre de Moscou, probablement né en 1260 et mort le 20 décembre 1326, est une figure historique et religieuse russe, connue également sous le nom de Saint Pierre, métropolite de Moscou et de toute la Russie. Occupant le poste de métropolite de 1308 à 1326, Pierre a joué un rôle significatif dans le développement de l'Église orthodoxe russe. Il est célèbre pour avoir déplacé le siège métropolitain de Vladimir à Moscou en 1325, un acte qui a contribué à l'accroissement de l'importance de Moscou dans l'histoire religieuse et politique russe.
La décision de Pierre de transférer le siège a marqué un tournant dans l'histoire ecclésiastique de la Russie, renforçant le rôle de Moscou en tant que centre spirituel et politique. Pierre de Moscou est vénéré comme saint dans l'Église orthodoxe russe, avec une commémoration le 24 août, 5 octobre, 21 décembre et le troisième dimanche après la Pentecôte. Son titre officiel est resté 'Métropolite de Kiev et de toute la Rus' jusqu'à l'élection autocephale de Jonas de Moscou en 1448

## Entrée dans l'Église
Pierre de Moscou, né probablement en 1260 en Volhynie, une région du Royaume de Galicie-Volhynie, a commencé son parcours religieux dans un monastère à l'âge de douze ans. Fils de Theodore et Eupraxia, il s'est rapidement distingué par sa dévotion et son talent en iconographie. Il a acquis une renommée pour ses compétences en peinture d'icônes, une pratique qu'il a apprise et perfectionnée au monastère, contribuant significativement à sa future vocation.
Au monastère, Pierre a été ordonné hiéromoine. Après des années de labeurs ascétiques, il a choisi de quitter la communauté pour une vie d'ermite, construisant une cellule près de la rivière Rata. Il a poursuivi son ascèse en solitude, et son ermitage est devenu le site du monastère Novodvorsk. Il était connu pour avoir peint l'icône de la Très Sainte Mère de Dieu “De Saint Pierre”, conservée dans le Kremlin de Moscou,.
Parmi les figures marquantes dans la vie de Pierre, Maxime de Kiev, métropolite de Kiev et de toute la Rus', a joué un rôle crucial. Lors d'une visite au monastère de la Transfiguration, Maxime a été impressionné par la dévotion et les compétences de Pierre. Cette rencontre a été déterminante pour la future carrière ecclésiastique de Pierre. Sur la base de ses mérites spirituels et de la recommandation de Maxime, Pierre a été consacré métropolite de Kiev en 1308, prenant résidence à Vladimir en raison des ravages causés par les Tatars à Kiev.
En 1308, sur recommandation du roi Boleslaw-Yuri II de Galicie, Pierre a été nommé au siège vacant de Kiev et de toute la Rus' par le patriarche de Constantinople. Ce choix a été influencé par les mérites spirituels de Pierre ainsi que par les circonstances politiques complexes de l'époque, marquées par les conflits entre les princes russes et les menaces de l'islamisation sous la domination tatare,.
La nomination de Pierre a provoqué des tensions prolongées avec Mikhail Yaroslavich, grand prince de Vladimir et de Tver, qui souhaitait promouvoir son propre candidat pour cette position. Ces dissensions ont amené Pierre à chercher protection auprès du prince de Moscou en 1325, marquant un tournant décisif dans sa carrière ecclésiastique et politique.

## Transfert du siège métropolitain à Moscou
La décision prise par Pierre de Moscou en 1325 de déplacer le siège métropolitain de Vladimir à Moscou marque un jalon historique crucial tant pour l'Église orthodoxe russe que pour l'évolution politique de la région. Influencée par la demande d'Ivan Kalita, grand prince de Moscou, cette action a significativement renforcé la position de Moscou en tant que centre d'autorité religieuse et politique dans la Rus' fragmentée de l'époque. Le transfert symbolisait non seulement l'affirmation de l'autorité croissante de Moscou, mais servait également à unifier l'église sous une direction centralisée dans un contexte de troubles politiques constants,.
Pierre a contribué à l'érection de plusieurs bâtiments religieux importants dans le Kremlin de Moscou, y compris la cathédrale de la Dormition, devenue un symbole de la fusion des pouvoirs religieux et politiques de Moscou. Sa participation à la fondation du monastère Vysokopetrovsky à Moscou souligne son engagement pour le développement de l'Église orthodoxe dans la région. Ces édifices ont joué un rôle central dans le renforcement de la stature de Moscou en tant que capitale spirituelle de la Rus'.
Durant cette période, marquée par une instabilité politique sous l'influence des Tatars (Mongols) et des conflits entre les princes russes, Pierre a adopté une démarche qui visait à unifier l'Église et à atténuer les tensions. Il a également œuvré pour maintenir l'indépendance de l'Église face aux tentatives d'ingérence, contribuant à sa préservation dans un contexte historique difficile.
Le déplacement du siège métropolitain à Moscou par Pierre a eu des répercussions significatives, influençant non seulement l'Église, mais aussi le statut de Moscou en tant que centre de pouvoir dominant dans la Rus'. Cette décision a jeté les bases de ce qui allait devenir l'État russe moderne, et l'approche de Pierre face aux complexités politiques de son époque a été un facteur déterminant dans l'évolution de la Russie et de son Église orthodoxe,.
Cette action, à la fois audacieuse et stratégique, a marqué le début d'une ère nouvelle où Moscou allait progressivement devenir le centre de la vie religieuse et politique russe, influençant de manière significative la trajectoire historique de la région.

## Héritage
Le décès de Pierre de Moscou le 21 décembre 1326 a clôturé un chapitre majeur de l'histoire de l'Église orthodoxe russe. Sa canonisation rapide après sa mort souligne son impact et son engagement indélébiles envers l'orthodoxie. Reconnu comme saint, Pierre est commémoré à diverses dates, reflétant son statut vénéré dans l'Église.
Son rôle dans l'unification et la consolidation de l'Église, en particulier par le transfert du siège métropolitain à Moscou et en résistant aux ingérences, a laissé une empreinte indélébile sur la tradition ecclésiastique russe. En ces temps de troubles politiques et religieux, la capacité de Pierre à maintenir l'indépendance et l'autorité de l'Église s'est avérée cruciale.
Au-delà de ses réalisations ecclésiastiques, l'héritage de Pierre s'étend à ses écrits, dont des sermons et des épîtres, qui demeurent des références théologiques et pastorales importantes. Ces œuvres continuent d'être étudiées et valorisées pour leur pertinence spirituelle et historique,.
Pierre a également joué un rôle déterminant dans l'établissement de Moscou comme centre spirituel de la Russie. Le transfert du siège métropolitain sous sa direction a été crucial dans l'ascension de Moscou en tant que puissance dominante, tant politique que religieuse, dans la région, un rôle qui s'est amplifié au fil des siècles,.
Les nombreuses églises et monastères qu'il a aidés à fonder, ainsi que les icônes et les reliques liées à sa vie, restent des lieux de vénération et de pèlerinage pour les fidèles. La vénération de Pierre de Moscou continue d'inspirer et de guider l'Église orthodoxe russe et ses croyants, témoignant de son héritage durable.